# Giampiero Moretti
Giampiero Moretti (Roma, 19 marzo 1955) è un filosofo italiano.

## Biografia
Nasce a Roma, nel borghese quartiere Trieste, primo di due fratelli. Ottiene nel 1973 il diploma di maturità classica presso il Liceo Giulio Cesare. Successivamente, nel 1977, consegue una prima laurea in Giurisprudenza, con una tesi in filosofia del diritto, e, nel 1980, una seconda in filosofia, con una tesi in filosofia morale, entrambe presso l'Università di Roma La Sapienza.
È poi borsista presso l'Università di Friburgo in Brisgovia, dove imposta un progetto di ricerca che, partendo dall'interpretazione del pensiero di Martin Heidegger, mira ad un'analisi critica delle categorie filosofico-estetiche del “romantico” in Germania, con particolare attenzione alle opere di autori del romanticismo di Heidelberg, quali Friedrich Creuzer, Joseph Görres, i Fratelli Grimm e Johann Jakob Bachofen, che contribuisce a tradurre e a far conoscere in Italia.

Al suo rientro insegna dapprima materie letterarie nelle scuole medie e, in seguito, filosofia presso la Scuola germanica di Roma.
La sua ricerca si amplia poi al pensiero estetico di Novalis, di cui cura la prima edizione completa in lingua italiana della Opera filosofica; durante questo periodo consegue il dottorato di ricerca in Estetica presso l'università di Bologna.
Nel 1992 vince la cattedra di professore associato di Estetica all'Università di Bari; dal 2000 è professore ordinario di Estetica presso l'Università di Napoli L’Orientale.
Redattore di Itinerari e Studi Filosofici, collabora con varie altre riviste filosofiche (Agalma, Rivista di Estetica, Studi di Estetica, aut aut, Nuovi Argomenti, Filosofia e Società, Filosofia Oggi, Estetica) e ha spesso partecipato a trasmissioni RAI su temi filosofici e a numerosi convegni .

## Opere originali
- Heidelberg romantica. Studio sui rapporti poesia-mito-storia e arte-natura nel preromanticismo e in J. Görres, F. Creuzer, J. e W. Grimm, J. J. Bachofen, Itinerari, Lanciano, 1984; seconda edizione rivista e accresciuta, Cosmopoli, Bologna-Roma, 1995.
- Anima e immagine. Sul «poetico» in L. Klages, Aesthetica pre-print, Palermo, 1985
- Nichilismo e romanticismo. Estetica e filosofia della storia fra Ottocento e Novecento, Cadmo, Roma, 1988
- Hestia. Interpretazione del romanticismo tedesco, Ianua, Roma, 1988
- L'estetica di Novalis. Analogia e principio poetico nella profezia romantica, Rosenberg & Sellier, Torino, 1991
- La segnatura romantica. Filosofia e sentimento da Novalis a Heidegger, Hestia, Cernusco L., 1992
- Il genio, il Mulino, Bologna, 1998
- Il poeta ferito. Hölderlin, Heidegger e la storia dell'essere, Editrice La Mandragora, Imola, 1999
- Anima e immagine. Studi su Ludwig Klages, Mimesis, Milano, 2001
- Heidelberg romantica. Romanticismo tedesco e nichilismo europeo, terza edizione rivista, Guida Editori, Napoli, 2002
- Introduzione all'estetica del Romanticismo tedesco, Nuova Cultura, Roma, 2007
- Il genio, nuova edizione ampliata, Morcelliana, Brescia, 2011 - ISBN 9788837224813
- Per immagini. Esercizi di ermeneutica sensibile, Moretti & Vitali, Bergamo, 2012
- Heidelberg romantica. Romanticismo tedesco e nichilismo europeo, nuova edizione rivista, Morcelliana, Brescia, 2013 - ISBN 978-88-372-2682-4
- Novalis. Pensiero, poesia, romanzo Morcelliana, Brescia, 2016 - ISBN 9788837228309

## Opere curate o tradotte
- Romano Guardini, Hölderlin, a cura di Giampiero Moretti, Morcelliana, Brescia 2014 - ISBN 978-88-372-2749-4
- Novalis, Scritti filosofici, a cura di Fabrizio Desideri e Giampiero Moretti, Morcelliana, Brescia 2019 - EAN 9788837231972
- W. F. Otto, Teofania. Lo spirito della religione greca antica, a cura di Giampiero Moretti, Adelphi, Milano 2021 - ISBN 9788845934919